# Bleasdaleite
La bleasdaleite è un minerale.

## Etimologia
Il nome è in onore del reverendo e collezionista australiano John Ignatius Bleasdale (1822-1884), membro fondatore della Royal Society of Victoria.